# La Charge des diables
Pour plus de détails, voir Fiche technique et Distribution.
La Charge des diables (titre original : Campa carogna... la taglia cresce) est un film italo-américano-espagnol réalisé par Giuseppe Rosati et sorti en 1973.

## Synopsis
En Arizona, trois soldats américains et un aventurier s'unissent pour secourir Fort Apache attaqué par des hors-la-loi mexicains dirigés par « El Supremo », leur chef à moitié fou...

## Fiche technique
- Titre français : La Charge des diables
- Titre original italien : Campa carogna... la taglia cresce
- Titre original espagnol : Los cuatro de Fort Apache
- Titre anglais : Those Dirty Dogs ou Charge
- Réalisation : Giuseppe Rosati
- Scénario : Enrique Llovet, Giuseppe Rosati et Carlo Veo d’après leur histoire
- Musique : Nino Fidenco
- Direction de la photographie : Godofredo Pacheco
- Montage : Roberto Colangeli
- Pays de production :  Italie,  États-Unis,  Espagne
- Langue de tournage : anglais
- Tournage extérieur : Province d'Almería en  Espagne
- Producteur : Julio Parra
- Sociétés de production : Horse Film, Plata Films SA
- Format : couleur par Eastmancolor — 2.35:1 Cromoscope — son monophonique — 35 mm
- Genre : western
- Durée : 83 min
- Dates de sortie : 
  - Italie : 1er mars 1973
  - France : 28 juin 1978

## Distribution
- Gianni Garko : Johnny Korano
- Stephen Boyd : le capitaine Chadwell
- Howard Ross : le lieutenant Junger
- Harry Baird : le sergent Smith
- Simón Andreu : Angelo Sanchez
- Teresa Gimpera : Miss Adams
- Daniele Vargas : le général Mueller